# Стуруа Едішер Романович
Стуруа Едішер Романович (нар. 5 вересня 1955, Кутаїсі, Грузинська РСР) — кримінальний авторитет, «злодій у законі». Відомий як «Едік Кутаїський».

## Життєпис
Був щонайменше 7 разів засудженим, перший термін отримав у віці 15 років: 25 червня 1970 року суд Кутаїсі засудив Стуруа на 6 років за ст. 40, 150 ч.2, 152 ч.2, 238 ч.1 КК ГРСР (крадіжка, розбій, носіння та зберігання незаконної зброї). Був «коронований» 1976 року у віці 20 років.
На початку 1990-х років Стуруа був однією з основних фігур кримінального світу Росії, мав чималий вплив на бізнес та кримінальний світ республіки Комі.
1992 року Стуруа «коронував» у Комі одного з найвідоміший російський та українських кримінальних авторитетів Юрія Пічугіна («Пічуга»). Завдяки авторитету, Стуруа займався вирішенням суперечливих питань поміж кримінальними угрупованнями. Зокрема, тісно співпрацював з Балашихинським злочинним угрупованням.
Востаннє засуджений на три роки колонії 2014 року за зберігання амфетаміну, вийшов на свободу 2017-го у вкрай поганому стані здоров'я.
Через багаторічну залежність від наркотиків і вкрай поганий стан здоров'я, Стуруа живе проживає у орендованій квартирі, втративши колишній авторитет.
2019 року міністр МВС РФ Володимир Колокольцев ухвалив рішення щодо «небажаності знаходження» Едішера в Росії. Співробітники ГУ розшуку МВС РФ вручили Стуруа це рішення. Через численні хронічні хвороби, його було вирішено не екстрадувати з країни насильно, натомість, поліціянти взяли з нього слово про те, що він виїде з країни добровільно.